# Beth Zeeh
Elisabeth (Beth) Zeeh, född 7 augusti 1911 i Stockholm, död 2004, var en svensk målare.
Hon var dotter till överstelöjtnanten Erik Johannes Zeeh och Alma Axelina Nordstrand född Falk och gift första gången 1935 med den österrikiske professorn Harald Reitterer och från 1944 med Anton Ryno Frieberg. Zeeh studerade vid Henrik Blombergs målarskola 1933 och vid konstakademien i Wien 1934 samt under studieresor till Ungern, Jugoslavien, Frankrike, Italien och Nederländerna. Separat ställde hon ut på bland annat på Modern konst i hemmiljö och Gummesons konsthall samt ett stort antal svenska landsortsstäder. Tillsammans med sin man ställde hon ut i Södertälje ett flertal gånger och tillsammans med Georg Källkvist på Stenmans konstsalong samt tillsammans med Gunnel Frieberg ställde hon ut i Norrköping. Hon medverkade i samlingsutställningar arrangerade av Sveriges allmänna konstförening och Svenska konstnärernas förenings utställningar i Wien, Menton och Paris. Bland hennes offentliga arbeten märks dekorativa målningar i Nyköpings stadshus, Flens kommunhus, Hagagymnasiet i Norrköping Hennes konst består av svenska och utländska landskap, stilleben, figurer, djur och barn utförda i olja, akvarell samt gobelängvävnader. Tillsammans med sin man utförde hon scenbilder till Ludvig Holbergs Maskerad som visades på Vasateatern i Stockholm. Zeeh är representerad vid Borås konstmuseum, Gävle museum, Hudiksvalls museum och Södertälje kommun.